# Sinivie Boltic
Sinivie Boltic (* 2. Juli 1982) ist ein nigerianischer Ringer. Er wurde 2010 Sieger bei den Commonwealth-Spielen und 2011 bei den African Championships jeweils im freien Stil im Halbschwergewicht.

## Werdegang
Sinivie Boltic begann im Jahre 1996 mit dem Ringen. Er konzentriert sich dabei auf den freien Stil. Er gehört dem Nigeria Sports Club Bayelsa State in Yenagoa, Süd-Nigeria an. Er ist 1,80 Meter groß und wuchs im Laufe seiner Karriere vom Weltergewicht über das Mittelgewicht in das Halbschwergewicht hinein.
1999 nahm er erstmals bei den All-African-Games in Johannesburg teil und belegtze dort im Weltergewicht hinter Ian Du Toit aus Südafrika und Ibrahim Ahmed Salama aus Ägypten den 3. Platz. Im Jahre 2000 belegte er bei den Afrika-Meisterschaften hinter Ian Du Toit den 2. Platz. Eine Medaille gewann Sinivie Boltic auch bei den Commonwealth Games des Jahres 2002 in Manchester. Er kam dort im Mittelgewicht hinter Nicholas Ugoalah aus Kanada und Anuj Kumar aus Indien auf den 3. Platz.
Weitere Medaillen gewann er auch noch bei den All-African-Games 2003 in Abuja/Nigeria, wo er im Halbschwergewicht hinter Saleh Moustapha Emara aus Ägypten den 2. Platz belegte und 2007, wo er bei den All-African-Games in Algier, wieder im Halbschwergewicht, hinter Saleh Moustapha Emara und Farid Djaout aus Algerien auf den 3. Platz kam.
Im Jahre 2004 versuchte sich Sinivie Boltic bei den Qualifikations-Turnieren in Bratislava und Sofia für die Teilnahme an den Olympischen Spielen 2004 in Athen zu qualifizieren, was ihm aber mit einem 15. Platz bzw. einem 22. Platz nicht gelang.
Nach den All-African-Games 2007 trat er vom internationalen Wettkampfgeschehen zurück. Als dann aber im Jahre 2009 der ehemalige kanadische Weltmeister im Ringen, der aus Nigeria stammende Daniel Igali, nigerianischer Nationaltrainer der Freistilringer wurde, machte er ein Comeback. Erste Erfolge unter dem Training von Daniel Igali zeigten sich dann schon im Jahre 2010. Er nahm in diesem Jahr erstmals an einer Weltmeisterschaft, die in Moskau stattfand, teil und kam dort im Halbschwergewicht nach einem Sieg über Wu Yunbilige, China und einer Niederlage gegen Ruslan Schejchau aus Belarus auf den 15. Platz. Bei den im Oktober 2010 in Delhi stattfindenden Commonwealth Games gelang ihm dann sein bisher größter internationaler Erfolg, denn er siegte dort im Halbschwergewicht vor Korey Jarvis aus Kanada und Leon Rattigan aus England.
2011 holte sich Sinivie Boltic bei den African Championships in Dakar seinen 2. Titel bei einer internationalen Meisterschaft. Er siegte dort vor Ahmed Sewelam aus Ägypten, Rochdi Rahimi aus Tunesien und Etienne van Huyssteen, Südafrika. Eine große Überraschung gelang ihm dann bei der Weltmeisterschaft 2011 in Istanbul, denn er erkämpfte sich dort im Halbschwergewicht mit Siegen über Juan Esteban Martines Ibaguen, Kolumbien, Etienne van Huyssteen und Kurban Kurbanow aus Usbekistan, bei Niederlagen gegen Reza Yazdani, Iran und Ruslan Schejchau einen hervorragenden 5. Platz, der ihm die Startberechtigung für die Olympischen Spiele 2012 in London einbrachte. Er ist damit der einzige afrikanische Ringer, der im freien Stil bisher für diese Olympischen Spiele qualifiziert ist.

## Internationale Erfolge
| Jahr | Platz | Wettbewerb                              | Gewichtsklasse | Ergebnisse |
| 1999 | 3.    | All-African-Games in Johannesburg       | Welter         | hinter Ian Du Toit, Südafrika und Ibrahim Ahmed Aslama, Ägypten |
| 2000 | 2.    | African Championships                   | Welter         | hinter Ian Du Toit und vor Matar Sene, Senegal |
| 2002 | 3.    | Commonwealth Games in Manchester        | Mittel         | hinter Nicholas Ugoalah, Kanada und Anuj Kumar, Indien |
| 2003 | 2.    | All-African-Games in Abuja/Nigeria      | Halbschwer     | hinter Saleh Moustapha Emara, Ägypten, vor Nico Jacobs, Namibia |
| 2004 | 15.   | Olympia-Qualifik.-Turnier in Bratislava | Halbschwer     | Sieger: Magomed Ibragimow, Usbekistan vor Fatih Çakıroğlu, Türkei |
| 2004 | 22.   | Olympia-Qualifik.-Turnier in Sofia      | Halbschwer     | Sieger: Aleksei Krupnjakow, Kirgisistan vor Peter Pecha, Slowakei |
| 2007 | 3.    | All-African-Games in Algier             | Halbschwer     | hinter Saleh Moustapah Emara und Farid Djaout, Algerien |
| 2010 | 15.   | WM in Moskau                            | Halbschwer     | nach einem Sieg über Wu Yunbilige, China und einer Niederlage gegen Ruslan Schejchau, Belarus                                                                                  |
| 2010 | 1.    | Commonwealth Games in Delhi             | Halbschwer     | vor Korey Jarvis, Kanada und Leon Rattigan, England |
| 2011 | 1.    | African Championships in Dakar          | Halbschwer     | vor Ahmed Sewelam, Ägypten, Rochdi Rahimi, Tunesien und Etienne van Huyssteen, Südafrika                                                                                       |
| 2011 | 5.    | WM in Istanbul                          | Halbschwer     | nach Siegen über Juan Esteban Martinez Ibaguen, Kolumbien, Etienne von Huyssteen und Kurban Kurbanow, Usbekistan und Niederlagen gegen Reza Yazdani, Iran und Ruslan Schejchau |

## Erläuterungen
- alle Wettkämpfe im freien Stil
- WM = Weltmeisterschaft
- Weltergewicht, Gewichtsklasse bis 76 kg (bis 2001) bzw. bis 74 kg (seit 2002), Mittelgewicht, Gewichtsklasse bis 84 kg und Halbschwergewicht, Gewichtsklasse bis 96 kg Körpergewicht